# Faster 650 CAT
Faster 650 CAT ist die Bezeichnung eines Mehrzweckbootes, das von Hilfsorganisationen und Behörden eingesetzt wird.

## Allgemeines
Faster-Boote werden seit 1978 von Juha Snell im finnischen Kellokoski gebaut. Sie sind aus Aluminium und dadurch besonders leicht, robust und wartungsarm. Zur Angebotspalette des Herstellers gehören vielseitige Arbeitsboote und offene Sportboote. In Deutschland werden die Arbeitsboote von der Nordland Hansa GmbH in Rostock vertrieben.

## Beschreibung

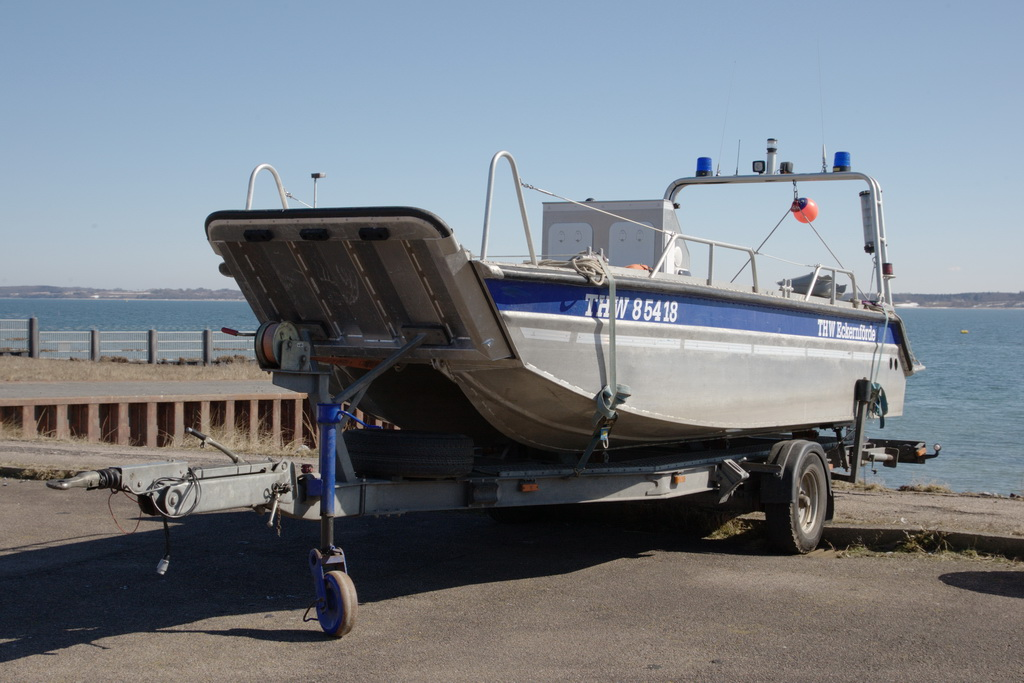
Faster 650 CAT des THW auf einem Trailer

Das Faster 650 CAT ist ein Katamaran, der von zwei Außenbordmotoren angetrieben wird. Diese Konfiguration verbindet eine gute Manövrierfähigkeit mit großer Stabilität und hoher Sicherheit. Die Boote sind gemäß CE-Seetauglichkeitseinstufung für Küstengewässer zugelassen und entsprechen in Deutschland der DIN 14961. Eine weitere Eigenschaft ist die 1,3 m breite Bugrampe. Sie ermöglicht das mühelose Bergen von Personen und Gegenständen, den Transport sperriger Gegenstände und erleichtert den Einsatz von Tauchern. Die Nutzlast der betriebsbereiten Boote beträgt, einschließlich Besatzung, 1500 kg. Mit ihren Abmessungen und dem Eigengewicht kann diese Bootsklasse schnell mit einem Trailer an einen Einsatzort gebracht und geslippt werden.

## Einsatzbeispiele
Technisches Hilfswerk
Das Faster 650 CAT ist das neue Mehrzweckarbeitsboot (MzAB) des Technischen Hilfswerks. Es gehört zur Fachgruppe Wassergefahren und ersetzt ältere Mehrzweckboote. Schlepp- und Koppeleinrichtungen ermöglichen den Verbund mit anderen Wasserfahrzeugen.
Havariekommando
Das Havariekommando hat neun Boote dieses Typs für die küstennahe Schadstoffunfallbekämpfung beschafft. Sie sind mit einem SeaHow–MiniBagger ausgestattet, der die Ölbekämpfung ab einer Wassertiefe von 0,35 m erlaubt.
Deutsche Lebens-Rettungs-Gesellschaft
Bei den Ortsgruppen und Ortsverbänden der Deutschen Lebens-Rettungs-Gesellschaft kommen sowohl Faster 650 CAT als auch die kleineren Faster-Boote zum Einsatz.
Feuerwehr
Mehrere Feuerwehren sind mit dem Faster 650 CAT und den kleineren Versionen ausgerüstet. Die Boote sind deutlich schneller als herkömmliche Feuerlöschboote und können auf ihrer Ladefläche eine Tragkraftspritze mitführen.